# 高吻龍屬
高吻龍屬是鴨嘴龍超科下的一個屬，生活於下白堊紀的蒙古。高吻龍是雙足行走的植食性恐龍，但在攝食時則可以四足站立的。整個身長由鼻端至尾巴可能約8公尺。在2010年，美國古生物學家葛瑞格利·保羅估計其身長約6.5公尺，體重約1.1公噸。單是頭顱骨就有760公分長，高吻龍有寬廣的口鼻部，鼻端上有一個明顯的高拱，高吻龍亦因此得名。
高吻龍是於1998年被命名，名字是由拉丁文的「altus」（高）及古希臘文的「ῥίς」（鼻子）。模式種為庫氏高吻龍（A. kurzanovi），種名來自1981年發現化石的蘇聯古生物學家塞吉·庫札諾夫。

## 發現歷史
所有已知的高吻龍標本都是於1981年由蘇聯及蒙古科學家的共同考察團所挖掘的，發現於蒙古東戈壁省的Khukhtek地層。該地層是於下白堊紀阿普第階至阿爾布階生成，距今約1億2500萬到1億年前。這個地層也發現鸚鵡嘴龍及原始甲龍科的沙漠龍等化石。
目前已發現不同年代及大小的化石標本。正模標本（編號PIN 3386/8）是一個左面完整保存的頭顱骨，及一些顱後的手、腳、肩及骨盆。另外，還發現一些頭顱骨碎片、一些肋骨、脊椎碎片、及一個完整的前肢。第三個標本則有很多四肢的骨頭，及一列34節的尾椎。兩個更小的骨骼碎片亦被發掘，被認為是屬於幼龍的。
高吻龍的化石原先被認為是屬於1952年發現的東方禽龍（Iguanodon orientalis）。但是東方禽龍的化石都只是碎片，幾乎不能與歐洲的貝尼薩爾禽龍（I. bernissartensis）分辨。由於東方禽龍與1981年發現的標本沒有不同的特徵，而該標本卻又明顯不是屬於禽龍，所以必須替標本立一個新名。在1998年，英國古生物學家大衛·諾曼（David B. Norman）就將其命名為庫氏高吻龍（Altirhinus kurzanovi）。

## 分類
高吻龍是先進的禽龍類，也是基礎鴨嘴龍科恐龍，但是在屬及種的安排上卻有著分歧。
在最初的描述中，牠是與禽龍屬及無畏龍屬同樣包括在鴨嘴龍科中。而其他後期的分析發現，高吻龍卻是比這兩個屬更為衍化，但較始鴨嘴龍屬、原巴克龍屬及鴨嘴龍屬原始。而較早的兩項研究都將原賴氏龍放在高吻龍與鴨嘴龍之間，但後者則認為兩個屬都是同一分支。
而只有一項研究指福井龍較高吻龍為原始。

## 古生物學
高吻龍很多方面的構造都引起對其習性的猜測。

### 移動方式
由於高吻龍的前肢約為後肢的一半長度，牠似乎主要是雙足行走的。但是牠的腕骨厚而結實，手掌上的三隻中間手指較寬、高度延長，末端有蹄狀的骨頭，可見牠的前肢亦是用來支撐重量。就像其他鳥腳亚目，高吻龍會有很多時間是保持四足姿勢，可能是當攝食時。

### 攝食
雖然前肢的中間三隻手指很厚，可能用作支援重量，而最外側的手指卻是另一個情況。就如禽龍屬，第一隻手指是一個簡單的尖銳尖刺。除了用作防衛外，這尖刺可能用作破壞水果或種子的硬殼。第五隻手指可以做出與其他手指相對的動作，可能是用作抓食物。
在其口部前端的角質喙嘴，及口部兩邊的主要牙齒之間有著很大的裂口，令兩個部份能分開運作，所以高吻龍可以一邊用喙嘴剪撕裂食植物，一邊用牙齒咀嚼。很多植食性的哺乳動物都有著相似的適應特徵，利用牠的門牙來撕裂食物，而不影響臼齒咀嚼。
高吻龍是其中一種先進的禽龍類，口鼻部前端擴大。這是可能與鴨嘴龍科趨同演化的例子。這些適應特徵是很多植食性哺乳動物也有的。現今的牛、馬及白犀牛都有寬的口鼻部，而所有都是食草動物。草一般都是在地面上，若高吻龍的寬口鼻就如其他物種一樣用作食草，這可以解釋了牠那負載重量的前肢，是為使頭部能更貼近地面。

### 鼻拱
高吻龍那個鼻拱的特徵是由鼻骨形成的，而在澳洲的木他龍身上亦有發現類似的結構。這個鼻拱有很多不同功能的建議。牠可能是存放冷凍血液、保存水份、或提高嗅覺的組織。或者，它可以發聲或影像以促成動物間的溝通。由於只發現了兩個頭顱骨，有可能這個鼻拱只是存在於某一性別，但無論是那一性別，它都可能是作為性徵，就像現今的象海豹。